# Арига
Арига (фр. Arrigas) насеље је и општина у јужној Француској у региону Лангдок-Русијон, у департману Гар која припада префектури Виган.
По подацима из 2011. године у општини је живело 197 становника, а густина насељености је износила 9,71 становника/km². Општина се простире на површини од 20,28 km². Налази се на средњој надморској висини од 500 метара (максималној 1.414 m, а минималној 339 m).

## Демографија
| 1962. | 1968. | 1975. | 1982. | 1990. | 1999. | 2011. |
| ----- | ----- | ----- | ----- | ----- | ----- | ----- |
| 187   | 234   | 199   | 187   | 175   | 194   | 197   |

График промене броја становника у току последњих година